# Dante Ruffini

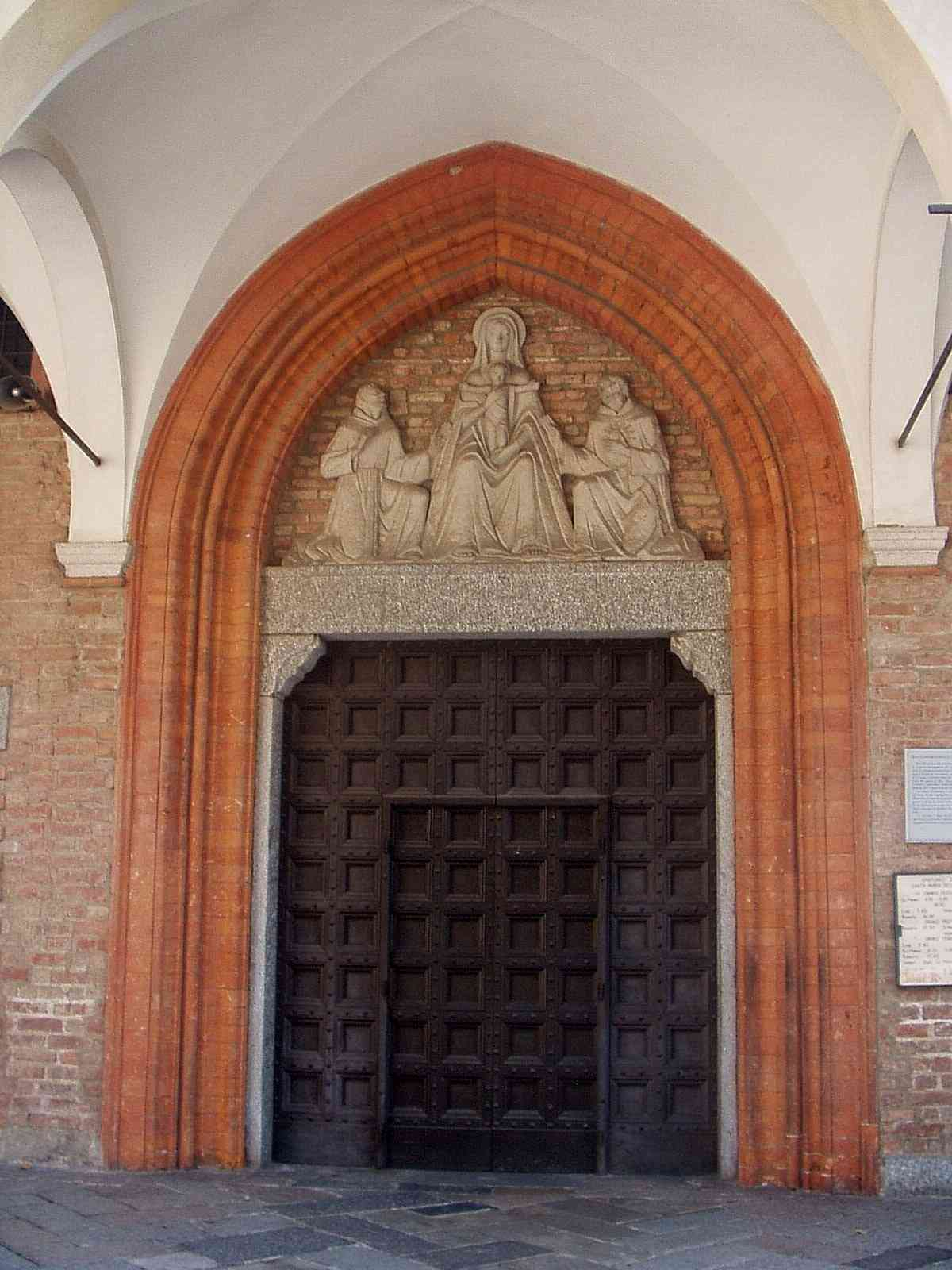
Gruppo scultoreo in marmo sovrastante il portale di ingresso del Santuario della Madonna delle Grazie a Monza raffigurante la Madonna in trono col Bambino con ai lati San Francesco e San Bernardino - 1956

Dante Ruffini (Cremona, 1905 – Cremona, 1963) è stato uno scultore italiano figurativo, esponente del Novecento italiano.

## Biografia
Dante Ruffini fu allievo di Alceo Dossena, di formazione accademica che seppe superare per approdare a un linguaggio più moderno dove la forma è suggerita da delicate superfici appena accennate.
Nel 1994-1995 gli è stata dedicata una mostra antologica curata dal Lyceum Club internazionale di Cremona, mentre la città stessa gli ha dedicato una strada. Nel 2013 il Comune di Cremona gli dedica la mostra artistica Dante Ruffini (1905-1963) - Lo studio dello scultore con opere di proprietà dei figli dello scultore Laura e Marco Ruffini, e nel 2014 una Mostra documentaria nella Sala Conferenze dell'Archivio di Stato di Cremona.

## Opere

### Opere in terracotta
- 1930 Madonna con il cardellino bassorilievo in cotto (1930)
- 1950 Nudo di Donna accosciata, terracotta 1950 - Pinacoteca del Museo civico Ala Ponzone di Cremona
- 1956 Via Crucis della Chiesa di Santa Maria delle Grazie a Monza, realizzata in terracotta
- Testa di statua in terracotta

### Opere in marmo
- 1930 Risveglio bassorilievo in marmo (1930)
- 1932 Madonna in stile antico bassorilievo in marmo (1932)  (studio dello scultore)
- 1945 Capriccio statua in marmo (1945)
- 1956 Madonna con il Bambino fra i santi Francesco e Bernardino 1956 - Chiesa di Santa Maria delle Grazie a Monza
- 1959 San Francesco seduto statua in marmo (1959)
- Fonte battesimale raffigurante il valore simbolico dell'acqua – esposto alla Mostra dedicata ad acqua e territorio nel 1998
- Pulpito e acquasantiere in marmo “mazzano” delle cave di Brescia -  Chiesa di San Siro a Sanremo
- Altorilievi marmorei dell'altare, tomba del vescovo Rosi – Cattedrale di Santa Margherita cripta di Santa Lucia dei Filippini, Montefiascone
- Ambone e balaustra, in marmo - Chiesa di San Siro a Sanremo
- Natività, quadretto in marmo – edicola della Madonna nel parco della villa di Bortolo Belotti a Zogno, Bergamo
- Maternità bassorilievo in marmo (studio dello scultore)

### Opere in bronzo
- 1932 Maternità bassorilievo in bronzo
- 1939 Madre bassorilievo in bronzo
- 1940 Maternità (bambino allattato) bassorilievo in bronzo
- 1940 Primi passi bassorilievo in bronzo
- 1940 Puttino seduto statuetta in bronzo
- 1940 Puttino seduto che indica statuetta in bronzo
- 1958 Annunciazione bassorilievo in bronzo
- 1960 Statua di cavallo in bronzo
- 1960 San Francesco statua in bronzo
- 1962 San Francesco che parla agli uccelli bassorilievo in bronzo
- 1962 Rilievo bronzeo celebrativo dei caduti della libertà – fontana di via Palestro angolo viale Trento e Trieste a Cremona
- 1962 Cristo bassorilievo in bronzo
- San Francesco bassorilievo in bronzo (studio dello scultore)
- Sculture bronzee del fonte, tomba del vescovo Rosi – Cattedrale di Santa Margherita cripta di Santa Lucia dei Filippini, Montefiascone
- Ritratto in bronzo di Amilcare Ponchielli – Museo Ponchelliano a Paderno Ponchielli
- Testa di Laura statua in bronzo
- Testa di Marco statua in bronzo
- Crocefisso bassorilievo in bronzo (studio dello scultore)

### Opere in gesso
- 1932 Madonna bassorilievo in gesso
- 1932 Bolla di sapone statua in gesso
- 1934 Istinto di maternità statua in gesso
- 1942 Leda e il cigno statuetta in gesso
- 1950 Risveglio statua in gesso
- 1953 Santa Chiara statua in gesso
- 1962 Bambini (part. Altare di Santa Lucia Filippini a Montefiascone) bassorilievo in gesso
- 1963 Fontana dei Caduti bassorilievo in gesso
- Annunciazione bassorilievo in gesso (studio dello scultore)
- Donna accosciata statua in gesso (studio dello scultore)
- I figli statua in gesso

### Altre opere
- 1957 Madonna bassorilievo dorato
- Deposizione disegno a carboncino (studio dello scultore)

## Mostre postume
- 1994-1995 Mostra antologica curata dal Lyceum Club internazionale di Cremona.
- 2013-2014 Mostra srtistica "Dante Ruffini (1905-1963) - Lo studio dello scultore".
- 2014 Mostra documentaria nella Sala Conferenze dell'Archivio di Stato di Cremona.